# Trichomanes idoneum
Trichomanes idoneum là một loài dương xỉ trong họ Hymenophyllaceae. Loài này được C.V.Morton mô tả khoa học đầu tiên năm 1973.